# كشف حساب (فلم)
كشف حساب فيلم مصري أنتج عام 2007م من بطولة نور وخالد أبو النجا وأميرة العايدي، قصة الدكتور محمد رفعت وإخراج أمير رمسيس.

## قصة الفيلم
تدور الأحداث حول سها (نور) التي تعمل في مجال رسم الوجوه الجنائية في الشرطة، ويبدأ الفيلم بخلافها مع زوجها المقدم رسوف الصايغ (أحمد سعيد عبد الغني) وانتقالها للعيش في منتجع سكني آخر به دار أيتام تذهب إليها لتعلم البنات الرسم وتنوي تبني طفلة هناك تدعى (نور)، تعرف من صديقتها عن مهندس ديكور تسود نصرفاته الغموض يدعى فريد (خالد أبو النجا)، وفي يوم تتعرض سها لإغماءة فتخرج نور للشارع وتستنجد بفريد ومن هنا تبدأ علاقة حب بينهما، وفي يوم السبت 4 نوفمبر (طبقاً لأحداث الفيلم) تحدث جريمة اغتصاب لفتاة تدعى (دنيا) في الإسكندرية وتستدعى الرسامة سها لتتعرف منها على أوصاف الجاني لتجدها نفس أوصاف فريد، وهنا تبدأ حالة القلق لدى سها، فهل فعلاً فريد الجاني أم أنها رسمته بالخطأ بسبب تعاطيها لأدوية ومهدئات تؤدي لحالة من الهلوسة البصرية - كما قال طبيبها؟ ثم تذهب سها لفريد وتخبره بما حدث وتعرب له عن ثقتها ببراءته فينكر صلته بالحادث ويأتي معها للإسكندرية لليوم التالي ثم تحدث المفاجأة الكبري بأن تشير الضحية على فريد في طابور عرض الجناة، تحاول سها مساعدة فريد، فتكتشف أنه كان في الإسكندرية في نفس اليوم ليقابل زوجة شقيقه أمينة التهامي (أميرة العايدي) ليعتذر لها عن خطأ بمشروع أقامه مع أخاه منذ عشر سنوات أدى لسجن أخيه ووفاته داخل السجن، أمينة ترفض التماس العذر لفريد وتنكر رؤيتها له ليلة الحادث، وتدور الأحداث فتسامحه أمينة وتشهد معه وتختطف نور الابنة التي تود سها أن تتبناها، لنكتشف الحقيقة بعد ذلك وهي أن الضحية دنيا على علاقة بسائق بدار الأيتام يدعى عمر (محمود عبد المغني) وأنها حيلة لكي يتحصل منه على أموال ليعيشا معاً، ويعترف عمر بذلك لسها وفريد، كما تعترف دنيا لرءوف وزينب (راندا البحيري) خطيبة عمر والتي تعمل في دار الأيتام وتكره سها لأنها تريد تبني نور وإبعادها عنها، وينتهي الفيلم بأن تفتح سها وفريد صفحة جديدة لعمر لكي يبدأ حياته.

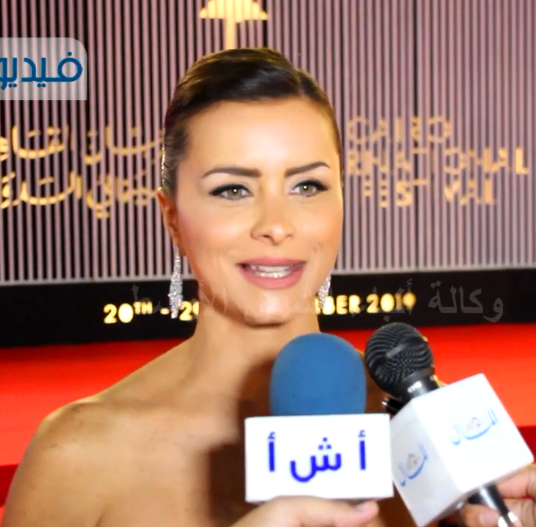
نـور في دور سُهى

## الممثلون
- خالد أبو النجا
- نور
- بسمة
- محمود عبد المغني
- لطفي لبيب
- راندا البحيري
- أحمد سعيد عبد الغني
- أميرة العايدي
- رؤوف مصطفى
- سمية درويش : أغنية الشارة

## روابط خارجية
- مقالات تستعمل روابط فنية بلا صلة مع ويكي بيانات